# Eisner Award para Best Anthology
O Eisner Award para Best Anthology (em português, Melhor Antologia) é uma das categorias do Will Eisner Comic Industry Award, popularmente conhecido como Eisner Awards. A cerimônia foi estabelecida em 1988 e desde então é realizada durante a convenção "Comic-Con", que ocorre anualmente em San Diego, Califórnia.
A categoria foi atribuída pela primeira vez em 1992, à revista Dark Horse Presents, maior vencedora da categoria, com 5 das suas seis indicações resultando em vitória. A sua editora, a Dark Horse Comics, é a editora com maior número de vitórias, com 8. A DC Comics, incluindo suas linhas editoriais, acumula 5 vitórias. Ao todo, 21 séries foram consagradas com um prêmio na categoria. Além de Dark Horse Presents, apenas a série The Big Book of..., da Paradox Press acumula mais de uma vitória. A atual detentora do prêmio é a edição especial Drawing Power: Women’s Stories of Sexual Violence, Harassment, and Survival, editada por Diane Noomin.

## Histórico
Entre 1985 e 1987, a editora Fantagraphics Books promoveu o Kirby Awards, uma premiação dedicada à indústria dos quadrinhos e com os vencedores recebendo seus prêmios sempre com a presença do artista Jack Kirby. As edições do Kirby Awards eram organizadas por Dave Olbrich, um funcionário da editora. Em 1987, com a saída de Olbrich, a Fangraphics decidiu encerrar o Kirby Awards e instituiu o Harvey Awards, cujo nome é uma homenagem à Harvey Kurtzman. Olbrich, por sua vez, fundou no mesmo ano o "Will Eisner Comic Industry Award".
Em 1988, a primeira edição do prêmio foi realizada, no mesmo modelo até hoje adotado: Um grupo de cinco membros reune-se, discute os trabalhos realizados no ano anterior, e estabelece as indicações para cada uma das categorias, que são então votadas por determinado número de profissionais dos quadrinhos e os ganhadores são anunciados durante a edição daquele ano da San Diego Comic-Con International, uma convenção de quadrinhos realizada em San Diego, Califórnia. Por dois anos o próprio Olbrich organizou a premiação até que, ao ver-se incapaz de reunir os fundos necessários para realizar a edição de 1990 - que acabou não ocorrendo - ele decidiu transferir a responsabilidade para a própria Comic-Con, que desde 1990 emprega Jackie Estrada para organizá-lo. A premiação costumeiramente ocorre às quintas-feiras à noite, durante a convenção, sendo sucedida na sexta-feira pelos Inkpot Awards.
Em 2000, a revista Tomorrow Stories se consagraria vencedora. Embora a indicação apontasse os autores da revista - o escritor Alan Moore e os ilustradores Rick Veitch, Kevin Nowlan, Melinda Gebbie e Jim Baikie - o prêmio foi recebido por Scott Dunbier, o editor da revista e de toda a linha editorial.

## Vencedores
| Ano  | Série                                                                                        | Editor ou editores responsáveis                                                                 | Publicação                                                                                      | Indicados | Nota          |
| ---- | -------------------------------------------------------------------------------------------- | ----------------------------------------------------------------------------------------------- | ----------------------------------------------------------------------------------------------- | --- | ------------- |

Capa da primeira edição da revista Dark Horse Presents, publicada a partir de 1986, e vencedora da categoria quando da sua realização pela primeira vez, em 1992.

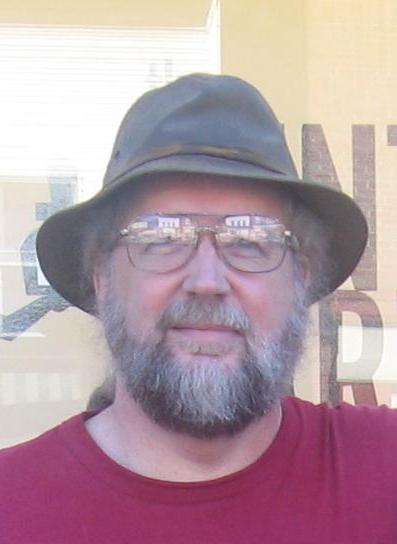
Stephen Bissette, quadrinhista e editor responsável pela revista Taboo.

Capa da primeira edição da minissérie Batman Black and White, publicação vencedora da categoria em 1997.

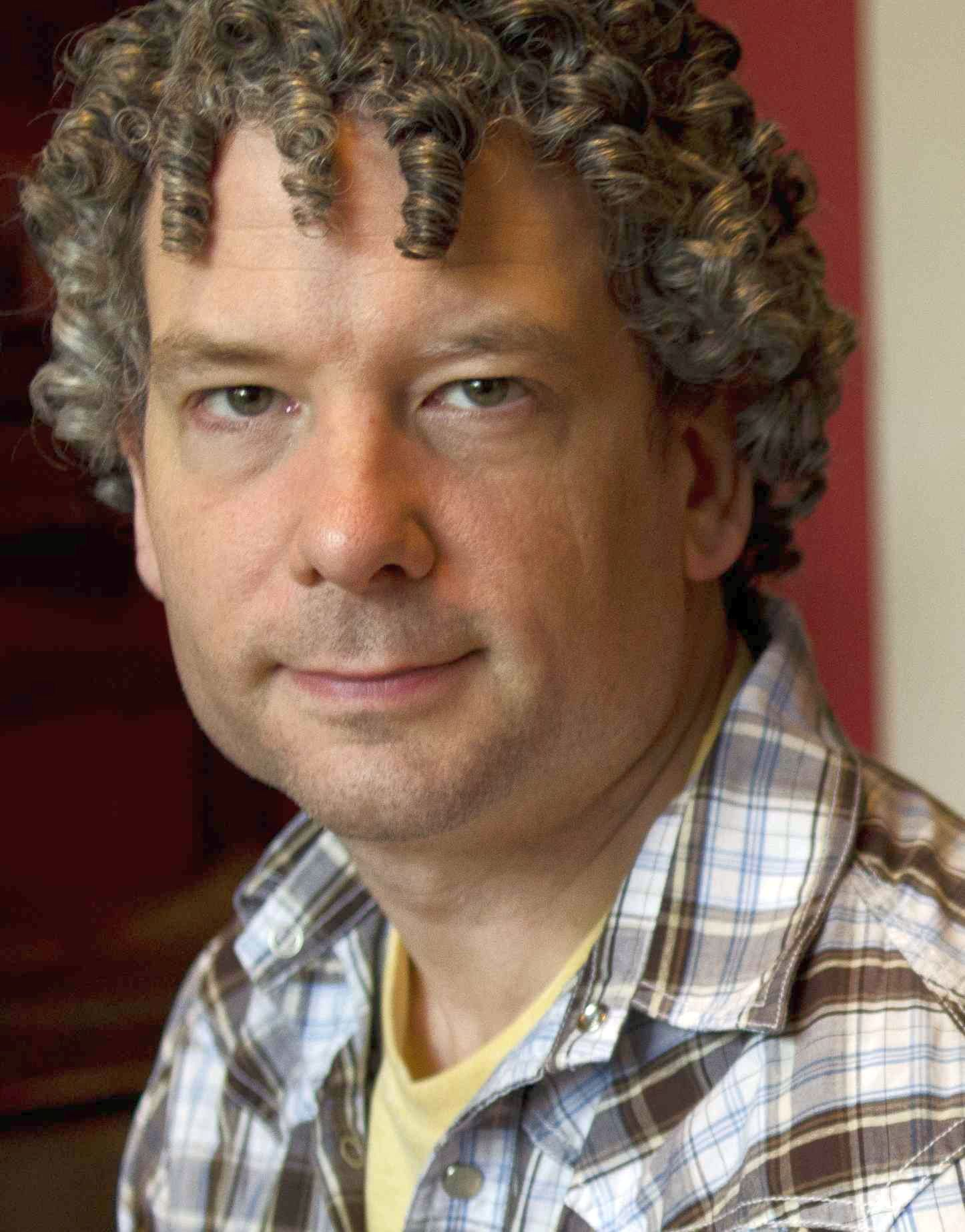
O trabalho do escritor e editor Scott Allie na revista Hellboy Christmas Special o consagrou vencedor da categoria em 1998. Desde então, obras sob sua responsabilidade editorial acumulariam quatro indicações, em 2004, 2005, 2006 e 2009.

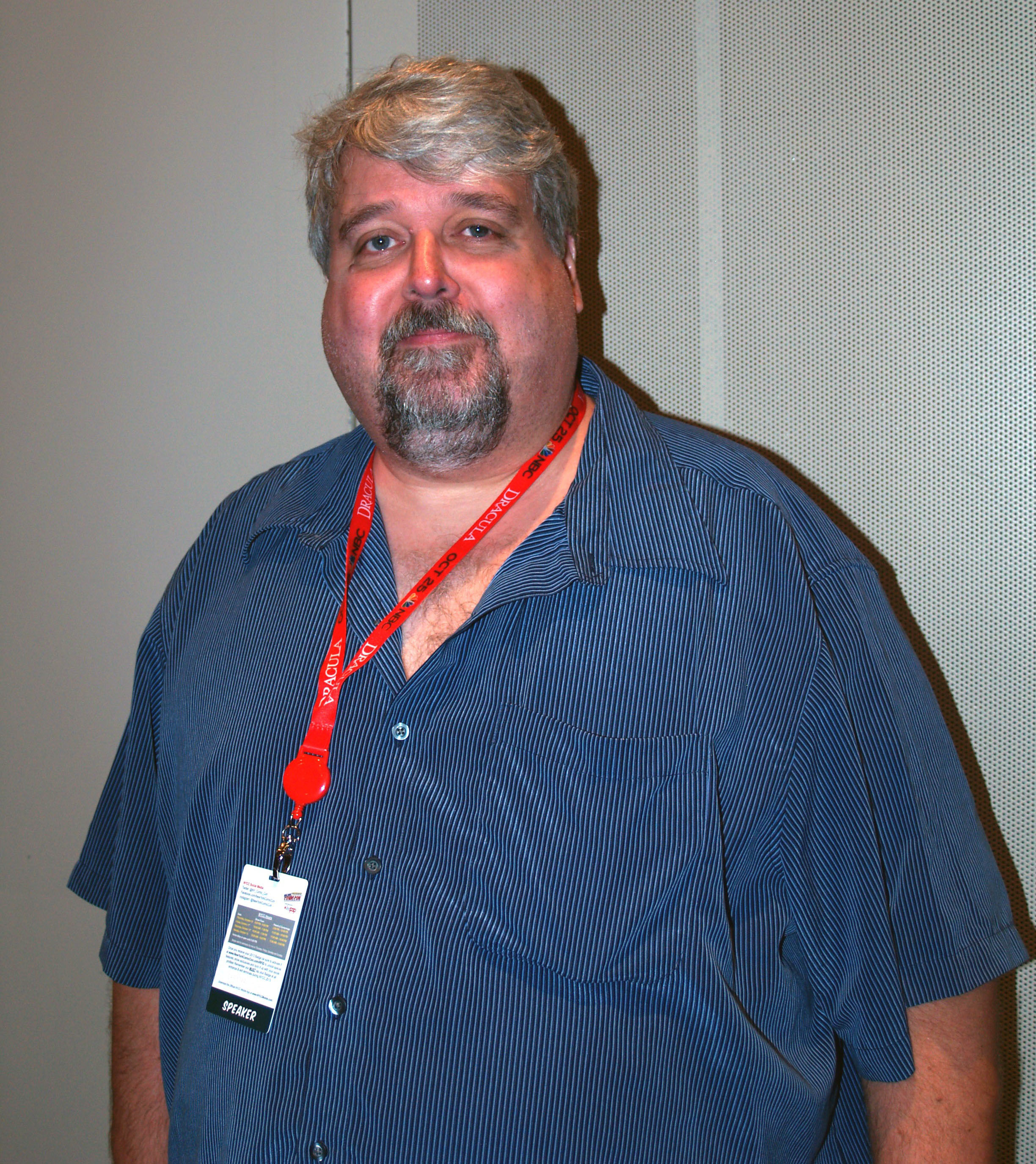
O editor Scott Dunbier foi responsável pela linha editorial America's Best Comics dentro do selo WildStorm, pertencente à DC Comics. A revista Tomorrow Stories, editada por ele, foi a vencedora da categoria em 2000.

A edição especial Sandman - noites sem fim, editada por Karen Berger e Shelly Bond foi vencedora da categoria em 2004.

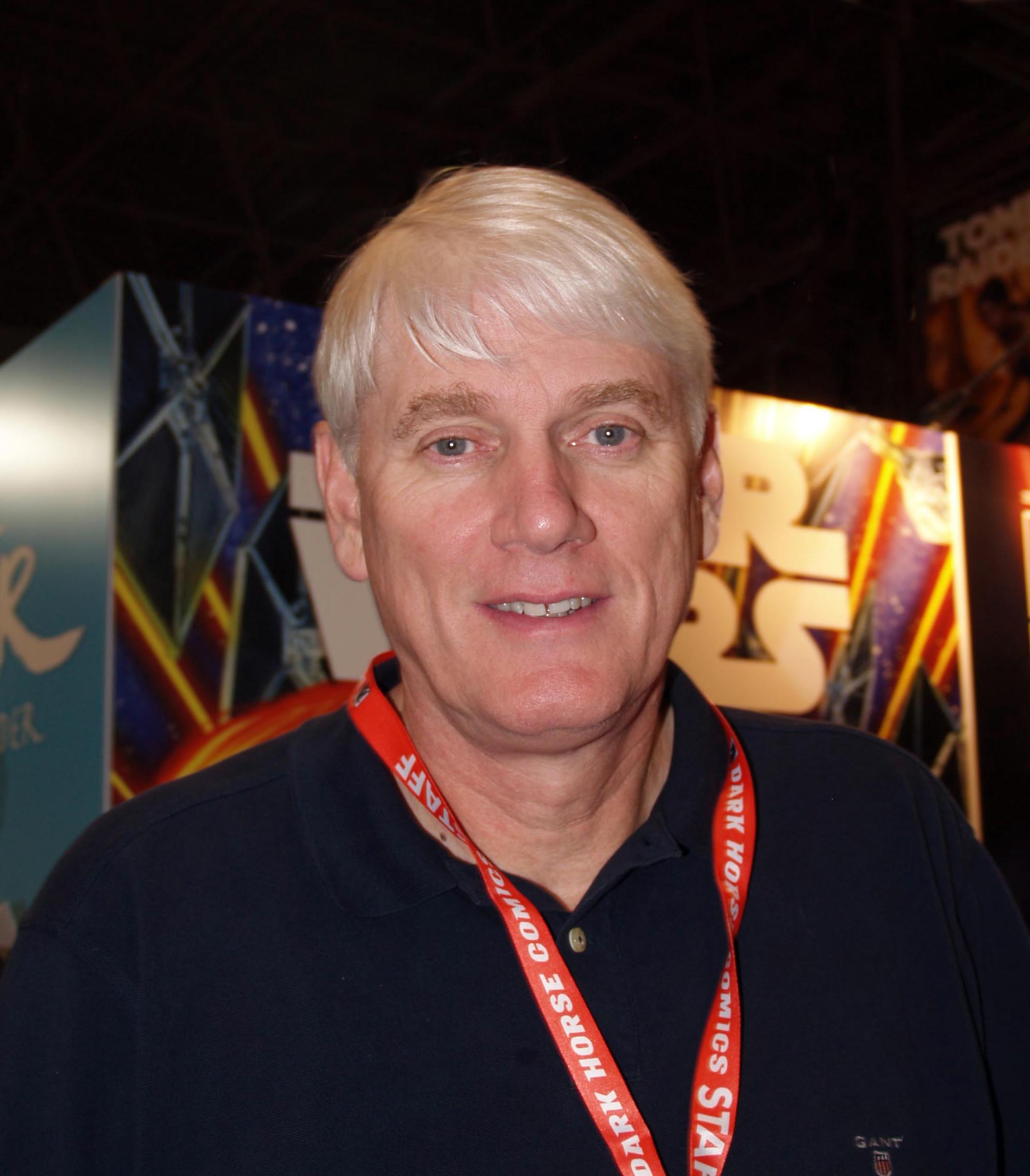
Mike Richardson, editor responsável pela segunda encarnação da revista Dark Horse Presents, série que acumularia vitórias na categoria entre 2012 e 2014.

| 1992 | Dark Horse Presents                                                                          | Randy Stradley                                                                                  | Dark Horse                                                                                      | - A1 #5, editada por Dave Elliott e Gary Leach (Atomeka) - Raw v2 #3, editada por Art Spiegelman e Francoise Mouly (RAW/Penguin) - Taboo #5, editada por Steve Bissette e vários outros editores (Spiderbaby Grafix/Tundra) - Twisted Sisters, editada por Diane Noomin (Penguin) | [ 8 ]         |
| 1993 | Taboo                                                                                        | Steve Bissette                                                                                  | SpiderBaby Graphix/Tundra                                                                       | - Drawn & Quarterly, editada por Chris Oliveros (Drawn & Quarterly) - The Ray Bradbury Chronicles, editada por Byron Preiss (Bantam Books) - Real Stuff, editada por Dennis Eichhorn (Fantagraphics) - The Residents: Freak Show, editada por Jerry Prosser e Rich Shupe (Dark Horse) - Rubber Blanket, editada por David Mazzucchelli e Richmond Lewis (Rubber Blanket Press)                                                                         | [ 9 ]         |
| 1994 | Dark Horse Presents                                                                          | Randy Stradley                                                                                  | Dark Horse                                                                                      | - Andrew Vacchs' Hard Looks, editada por Jerry Prosser (Dark Horse) - Ray Bradury Comics, editada por Howard Zimmerman (Topps) - Real Stuff, editada por Dennis Eichhorn (Fantagraphics) - Vertigo Jam, editada por Karen Berger (DC/Vertigo) | [ 10 ]        |
| 1995 | The Big Book of Urban Legends                                                                | Andy Helfer                                                                                     | Paradox Press                                                                                   | - Dark Horse Presents, editada por Randy Stradley e Bob Schreck (Dark Horse) - Drawn & Quarterly, editada por Chris Oliveros (Drawn & Quarterly) - Twisted Sisters Comics, editada por Diane Noomin (Kitchen Sink) | [ 11 ]        |
| 1996 | The Big Book of Conspiracies                                                                 | Bronwyn Taggart                                                                                 | Paradox Press                                                                                   | - Blab #8, editada por Monte Beauchamp (Kitchen Sink) - Drawn & Quarterly, editada por Chris Oliveros (Drawn & Quarterly) - Weird Business, editada por Joe R. Lansdale e Richard Klaw (Mojo Press) - Zero Zero, editada por Kim Thompson (Fantagraphics) | [ 12 ]        |
| 1997 | Batman: Black and White                                                                      | Mark Chiarello Scott Peterson                                                                   | DC                                                                                              | - Big Book of Hoaxes, editada por Jim Higgins (Paradox Press) - A Decade of Dark Horse, editada por Randy Stradley (Dark Horse) - Negative Burn, editada por Joe Pruett (Caliber) - Shi: Kaidan, editada por Tony Bedard (Crusade) | [ 13 ]        |
| 1998 | Hellboy Christmas Special                                                                    | Scott Allie                                                                                     | Dark Horse                                                                                      | - Blab #9, editada por Monte Beauchamp (Fantagraphics) - Mind Riot, editada por Karen Hirsch (Simon & Schuster/Aladdin Paperbacks) - Two-Fisted Science, editada por Jim Ottaviani (General Tektronics) - Vertigo: Winters Edge, editada por Shelly Roeberg (DC/Vertigo) - Zero Zero, editada por Kim Thompson (Fantagraphics) | [ 14 ]        |
| 1999 | Grendel: Black, White, and Red                                                               | Diana Schutz                                                                                    | Dark Horse                                                                                      | - Big Book of Bad, editada por Andrew Helfer (Paradox Press/DC) - Negative Burn #50, editada por Joe Pruett (Caliber) - Oni Double Feature, editada por Bob Schreck (Oni Press) - Trilogy Tour II Book (Cartoon Books) | [ 15 ]        |
| 2000 | Tomorrow Stories                                                                             | Scott Dunbier                                                                                   | DC/America's Best Comics                                                                        | - Blab, editada por Monte Beauchamp (Fantagraphics) - Brainbomb, editada por Brian Clopper (Behemoth Books) - Comix 2000, editada por Jean-Christophe Menu (L'Association) - Dignifying Science, editada por Jim Ottaviani (G.T. Labs) - Jet Lag (Actus Tragicus) | [ 16 ]        |
| 2001 | Drawn & Quarterly, vol. 3                                                                    | Chris Oliveros                                                                                  | Drawn & Quarterly                                                                               | - Expo 2000, editada por Tom Devlin e outros (The Expo) - Little Lit, editada por Art Spiegelman e Francoise Mouly (HarperCollins) - Strapazin: Bubbles 'n' Boxes and Beyond, editada por Patrizia Crivelli e outros (Swiss Institute of New York/Swiss Federal Office of Culture) - Streetwise, editada por Jon B. Cooke e John Morrow (TwoMorrows)                                                                                                   | [ 17 ]        |
| 2002 | Bizarro Comics                                                                               | Joey Cavalieri                                                                                  | DC                                                                                              | - Comics Journal Winter Special 2002, editada por Gary Groth e Anne Elizabeth Moore (Fantagraphics) - Drawn & Quarterly, vol. 4, editada por Chris Oliveros (Drawn & Quarterly) - Little Lit: Strange Stories for Strange Kids, editada por Art Spiegelman e Francoise Mouly (HarperCollins) - Oni Press Summer Color Special 2001, editada por Jamie Rich (Oni)                                                                                       | [ 18 ] [ 1 ]  |
| 2003 | SPX 2002                                                                                     |                                                                                                 | CBLDF                                                                                           | - Orchid, editada por Ben Catmull e Dylan Williams (Sparkplug) - Rosetta: A Comics Anthology, editada por Ng Suat Tong (Alternative) - Super Manga Blast, editada por Tim Ervin-Gore (Dark Horse) | [ 19 ]        |
| 2004 | The Sandman: Endless Nights                                                                  | Karen Berger Shelly Bond                                                                        | DC/Vertigo                                                                                      | - AutobioGraphix, editada por Diana Schutz (Dark Horse) - The Dark Horse Book of Hauntings, editada por Scott Allie (Dark Horse) - Drawn & Quarterly 5, editada por Chris Oliveros (Drawn & Quarterly) - Little Lit: It Was a Dark and Silly Night, editada por Art Spiegelman e Francoise Mouly (HarperCollins) - Project: Telstar, editada por Chris Pitzer (AdHouse)                                                                                | [ 20 ]        |
| 2005 | Michael Chabon Presents The Amazing Adventures of the Escapist                               | Diana Schutz David Land                                                                         | Dark Horse                                                                                      | - Common Grounds, editada por Jim McLauchlin (Top Cow/Image) - The Dark Horse Book of Witchcraft, editada por Scott Allie (Dark Horse Books) - The Matrix Comics, vol. 2, editada por Spencer Lamm (Burlyman) - McSweeney's Quarterly #13, editada por Chris Ware (McSweeney's) | [ 21 ]        |
| 2006 | Solo                                                                                         | Mark Chiarello                                                                                  | DC                                                                                              | - The Dark Horse Book of the Dead, editada por Scott Allie (Dark Horse Books) - Flight, vol. 2, editada por Kazu Kibuishi (Image) - Mome, editada por Gary Groth e Eric Reynolds (Fantagraphics) - 24 Hour Comics Day Highlights 2005, editada por Nat Gertler (About Comics) | [ 22 ]        |
| 2007 | Fables: 1001 Nights of Snowfall                                                              |                                                                                                 | Vertigo/DC                                                                                      | - Hotwire Comix and Capers #1, editada por Glenn Head (Fantagraphics) - Japan as Viewed by 17 Creators, editada por Frédéric Boilet (Fanfare/Ponent Mon) - Kramers Ergot 6, editada por Sammy Harkham (Buenaventura Press) - Project: Romantic, editada por Chris Pitzer (AdHouse) | [ 23 ]        |
| 2008 | 5                                                                                            | Publicação independente de Gabriel Bá, Becky Cloonan, Fábio Moon, Vasilis Lolos e Rafael Grampá | Publicação independente de Gabriel Bá, Becky Cloonan, Fábio Moon, Vasilis Lolos e Rafael Grampá | - Best American Comics 2007, editada por Anne Elizabeth Moore e Chris Ware (Houghton Mifflin) - Mome, editada por Gary Groth and Eric Reynolds (Fantagraphics) - Postcards: True Stories That Never Happened, editada por Jason Rodriguez (Villard) - 24Seven, vol. 2, editada por Ivan Brandon (Image) | [ 24 ]        |
| 2009 | Comic Book Tattoo: Narrative Art Inspired by the Lyrics and Music of Tori Amos               | Rantz Hoseley                                                                                   | Image                                                                                           | - An Anthology of Graphic Fiction, Cartoons, e True Stories, Vol. 2, editada por Ivan Brunetti (Yale University Press) - Best American Comics 2008, editada por Lynda Barry (Houghton Mifflin) - Kramers Ergot 7, editada por Sammy Harkham (Buenaventura Press) - MySpace Dark Horse Presents, editada por Scott Allie e Sierra Hahn (Dark Horse) | [ 25 ]        |
| 2010 | Popgun vol. 3                                                                                | Mark Andrew Smith D. J. Kirkbride Joe Keatinge                                                  | Image                                                                                           | - Abstract Comics, editada por Andrei Molotiu (Fantagraphics) - Bob Dylan Revisited, editada por Bob Weill (Norton) - Flight 6, editada por Kazu Kibuishi (Villard) - Syncopated: An Anthology of Nonfiction Picto-Essays, editada por Brendan Burford (Villard) - What Is Torch Tiger?, editada por Paul Briggs (Torch Tiger) | [ 26 ]        |
| 2011 | Mouse Guard: Legends of the Guard                                                            | Paul Morrissey David Petersen                                                                   | Archaia                                                                                         | - The Anthology Project, editado por Joy Ang e Nick Thornborrow (Lucidity Press) - Korea as Viewed by 12 Creators, editado por Nicolas Finet (Fanfare•Ponent Mon) - Liquid City, vol. 2, editado por Sonny Liew e Lim Cheng Tju (Image) - Trickster: Native American Tales, editado por Matt Dembicki (Fulcrum Books) | [ 27 ]        |
| 2012 | Dark Horse Presents                                                                          | Mike Richardson                                                                                 | Dark Horse                                                                                      | - Nelson, editada por Rob Davis e Woodrow Phoenix (Blank Slate) - Nursery Rhyme Comics, editada por Chris Duffy (First Second) - The Someday Funnies, editada por Michel Choquette (Abrams ComicArts) - Yiddishkeit: Jewish Vernacular and the New Land, editada por Harvey Pekar e Paul Buhle (Abrams ComicArts) | [ 28 ]        |
| 2013 | Dark Horse Presents                                                                          | Mike Richardson                                                                                 | Dark Horse                                                                                      | - No Straight Lines: Four Decades of Queer Comics, editada por Justin Hall (Fantagraphics) - Nobrow #7: Brave New World, editada por Alex Spiro e Sam Arthur (Nobrow) - 2000 AD, editada por Matt Smith (Rebellion) - Where Is Dead Zero?, editada por Jeff Ranjo (Where Is Dead Zero?) | [ 29 ]        |
| 2014 | Dark Horse Presents                                                                          | Mike Richardson                                                                                 | Dark Horse                                                                                      | - Nobrow #8: Hysteria, editado por Sam Arthur e Alex Spiro (Nobrow) - Outlaw Territory, editado por Michael Woods (Image) - Smoke Signal, editado por Gabe Fowler (Desert Island) - Thrilling Adventure Hour (Archaia/BOOM!) | [ 30 ]        |
| 2015 | Little Nemo: Dream Another Dream                                                             | Josh O'Neill Andrew Carl Chris Stevens                                                          | Locust Moon                                                                                     | - In the Dark: A Horror Anthology, editado por Rachel Deering (Tiny Behemoth Press/IDW) - Massive: Gay Erotic Manga and the Men Who Make It, editado por Ann Ishii, Chip Kidd & Graham Kolbeins (Fantagraphics) - Masterful Marks: Cartoonists Who Changed the World, editado por Monte Beauchamp (Simon & Schuster) - To End All Wars: The Graphic Anthology of The First World War, editado por Jonathan Clode e John Stuart Clark (Soaring Penguin) | [ 31 ]        |
| 2016 | Drawn & Quarterly, Twenty-Five Years of Contemporary, Cartooning, Comics, and Graphic Novels | Tom Devlin                                                                                      | Drawn & Quarterly                                                                               | - Eat More Comics: The Best of the Nib, editado por Matt Bors (The Nib) - 24 x 7, editado por Dan Berry (Fanfare Presents) - Mouse Guard: Legends of the Guard, vol. 3, editado por David Petersen (BOOM! Studios/Archaia) - Peanuts: A Tribute to Charles M. Schulz, editado por Shannon Watters (kaBOOM!) | [ 32 ]        |
| 2017 | Love Is Love                                                                                 | Sarah Gaydos Jamie S. Rich                                                                      | IDW/DC                                                                                          | - Baltic Comics Anthology š! #26: dADa, editado por David Schilter e Sanita Muizniece (kuš!) - Island Magazine, editado por Brandon Graham e Emma Rios (Image) - Kramers Ergot 9, editado por Sammy Harkham (Fantagraphics) - Spanish Fever: Stories by the New Spanish Cartoonists, editado por Santiago Garcia (Fantagraphics) | [ 33 ]        |
| 2018 | Elements Fire, A Comic Anthology by Creators of Color                                        | Taneka Stotts                                                                                   | Beyond Press                                                                                    | - A Bunch of Jews (and Other Stuff): A Minyen Yidn, editado por Max B. Perlson, Trina Robbins et al. (Bedside Press) - A Castle in England, editado por Jamie Rhodes et al. (Nobrow) - Now #1, editado por Eric Reynolds (Fantagraphics) - The Spirit Anthology, editado por Sean Phillips (Lakes International Comic Art Festival) | [ 34 ] [ 35 ] |
| 2019 | Puerto Rico Strong                                                                           | Marco Lopez Desiree Rodriguez Hazel Newlevant Derek Ruiz Neil Schwartz                          | Lion Forge                                                                                      | - Femme Magnifique: 50 Magnificent Women Who Changed the World, editada por Shelly Bond (Black Crown/IDW) - Twisted Romance, editado por Alex de Campi (Image) - Where We Live: A Benefit for the Survivors in Las Vegas, editado por Will Dennis, com curadoria de J. H. Williams III e Wendy Wright-Williams (Image) | [ 36 ]        |
| 2020 | Drawing Power: Women’s Stories of Sexual Violence, Harassment, and Survival                  | Diane Noomin                                                                                    | Abrams                                                                                          | - ABC of Typography, editado por David Rault (SelfMade Hero) - Baltic Comics Anthology š! #34-37, editado por David Schilter, Sanita Muižniece et al. (kuš!) - Kramer’s Ergot #10, editado por Sammy Harkham (Fantagraphics) - The Nib #2–4, editado por Matt Bors (Nib) | [ 37 ]        |